# 三婆
三婆とは以下のものを指す。
- 「さんばば」と読んで、歌舞伎の時代物の母親役のうち演技が難しく、女形の役者にとって演じがいのあるもの3つを挙げたもの。以下のものをさす。

「菅原伝授手習鑑」の覚寿
「本朝廿四孝」あるいは「信州川中島合戦」の勘助の母
「近江源氏先陣館」の微妙(みみょう)
- 「さんばば」と読んで、有吉佐和子原作の小説の一。本項目で説明する。

『三婆』（さんばば）は、1961年に発表された有吉佐和子の小説、及びそれを原作とした1974年公開の日本映画。テレビドラマ化・舞台化も繰り返しされている作品である。
会社社長が空襲で家を焼け出され、妹のタキの家に妾の駒代同伴で転がり込む。駒代が気に入らないタキは、本妻の松子を呼んで同居することになる。そんな中、社長が急死。戦後の混乱の中、いがみ合いながらもそれぞれに変化していく3人の「婆」と周囲の人たちが巻き起こす騒動を描いた喜劇。

## 映画
1974年6月1日公開。製作・東京映画、配給・東宝。

### キャスト
- 武市松子：三益愛子
- 武市タキ：田中絹代
- 富田駒代：木暮実千代
- 瀬戸重助：有島一郎
- 辰夫：長沢純
- 花子：小鹿ミキ
- 常子：吉田日出子
- 三上：名古屋章
- 田中：村田英雄

### スタッフ
- 製作：藤井浩明、山田順彦
- 監督：中村登
- 脚本：井手俊郎
- 音楽：山本直純

## テレビドラマ
- 『三婆』（1961年4月16日、TBS）
  - キャスト：杉村春子、萬代峰子、原泉、他
  - スタッフ：脚本 - 茂木草介、他
- 『三婆』（1974年10月17日 - 12月27日、毎日放送）
  - キャスト：宝生あやこ、小山明子、関弘子、他
  - スタッフ：脚本 - 大藪郁子、他
- 『三婆』（1978年4月3日 - 7月21日、中部日本放送）
  - キャスト：南田洋子、園佳也子、緋多景子、他
  - スタッフ：脚本 - 大西信行、音楽 - 牧野由多可
- 『有吉佐和子の三婆』（1985年4月5日、フジテレビ）
  - キャスト：市原悦子、三ツ矢歌子、馬渕晴子、他
  - スタッフ：演出 - 富本壮吉、脚本 - 岡田正代、音楽 - 坂田晃一、他
- 『新・三婆』（1989年3月6日 - 4月28日、毎日放送）
  - キャスト：久我美子、中原早苗、初井言榮、他
  - スタッフ：脚本 - 宮内婦貴子、他
- 『三婆'91』（1991年1月4日、テレビ東京）
  - キャスト：草笛光子、加賀まりこ、菅井きん、他
  - スタッフ：脚本 - 石井君子、他
- 『三婆'92』（1992年1月3日、テレビ東京）
  - キャスト：草笛光子、加賀まりこ、菅井きん、他
  - スタッフ：脚本 - 石井君子、他
- 『三婆'93』（1993年1月3日、テレビ東京）
  - キャスト：草笛光子、加賀まりこ、菅井きん、他
  - スタッフ：脚本 - 石井君子、他

## 舞台
舞台では、時代設定を変更して公演している。
- 「三婆」（1973年 芸術座）
  - キャスト：松子 - 市川翠扇、タキ - 北林谷栄、駒代 - 一の宮あつ子
- 「三婆」（1976年）
  - キャスト：松子 - 市川翠扇、タキ - 荒木道子、駒代 - 一の宮あつ子
- 劇団文化座公演「三婆」（1977年）
  - キャスト：松子 - 河村久子、タキ - 鈴木光枝、駒代 - 遠藤慎子
- 「三婆」（1987年）
  - キャスト：松子 - 赤木春恵、タキ - 今井和子→鈴木光枝、駒代 - 中村玉緒
- かしまし娘特別公演「三婆」（1997年）
  - キャスト：松子 - 正司歌江、タキ - 正司照枝、駒代 - 正司花江
- 「三婆」（1998年）
  - キャスト：松子 - 池内淳子、タキ - 加藤治子、駒代 - 渡辺美佐子
- 「三婆」（1999年 名鉄ホール）
  - キャスト：松子 - 池内淳子、いかりや長介
- 「三婆」（2000年）
  - キャスト：松子 - 池内淳子、タキ - 曽我廼家鶴蝶、駒代 - 渡辺美佐子
- 「三婆」（2002年）
  - キャスト：松子 - 池内淳子、タキ - 曽我廼家鶴蝶、駒代 - 星由里子
- 「三婆」（2005年 名鉄ホール）
  - キャスト：松子 - 池内淳子、タキ - 大空眞弓、駒代 - 沢田亜矢子
- 南座公演「三婆」（2005年 南座）
  - キャスト：松子 - 波乃久里子、タキ - 園佳也子、駒代 - 水谷八重子
- 新派公演「三婆」（2006年12月 新橋演舞場）
  - キャスト：松子 - 波乃久里子、タキ - 園佳也子、駒代 - 水谷八重子
- 「三婆」（2007年3月1-18日 名鉄ホール、4月17-24日 ル・テアトル銀座、他）
  - キャスト：松子 - 池内淳子、タキ - 大空眞弓、駒代 - 沢田亜矢子
  - スタッフ：脚本・演出 - 小幡欣治、制作 - 東宝
- 新派公演「三婆」（2010年3月5日-25日 新橋演舞場）
  - キャスト：松子 - 水谷八重子、タキ - 朝丘雪路、駒代 - 波乃久里子
  - スタッフ：脚本 - 大藪郁子、演出 - 石井ふく子
- 「三婆」（2010年4月1日-5月16日、博多座、全国公演、中日劇場）
  - キャスト：松子 - 池内淳子、タキ - 野川由美子、駒代 - 多岐川裕美
  - スタッフ：脚本・演出 - 小幡欣治、制作 - 東宝
- 「三婆」（2016年11月、新橋演舞場）[1]
  - キャスト：松子 - 大竹しのぶ、タキ - 渡辺えり、駒代 - キムラ緑子
- 「三婆」（2019年5月31日～6月27日、大阪松竹座）
  - キャスト：松子 - 大竹しのぶ、タキ - 渡辺えり、駒代 - キムラ緑子